# تندردل
تندردل یا قلب‌تندر (به انگلیسی: Thunderheart) فیلمی محصول سال ۱۹۹۲ و به کارگردانی مایکل اپتد است. در این فیلم بازیگرانی همچون وال کیلمر، سام شپارد، گراهام گرین، فرد وارد، فرد تامپسون، موزس برینگز پلنتی و رکس لین ایفای نقش کرده‌اند.

## داستان
در اواخر دهه ۱۹۷۰ یا احتمالاً سال ۱۹۸۰، لئو فست الک، یکی از اعضای شورای قبیله‌ای در یک منطقه حفاظت‌شده بومیان آمریکا در داکوتای جنوبی، به قتل می‌رسد. ری لوووی، مامور FBI برای این پرونده انتخاب می‌شود تا با استفاده از پیشینه‌اش به تحقیقات در میان ساکنان منطقه کمک کند. فرانک "کوچ" کوتل، همکار ری، لیست مظنونان را به دو نفر محدود می‌کند: مگی ایگل بیر، یک معلم مدرسه و فعال صلح‌طلب بومی، و جیمی لوکس تایس، رهبر جنبش رادیکال حقوق بومیان (ARM).
جیمی لوکس تایس به عنوان مظنون اصلی در نظر گرفته می‌شود و فرانک با جک میلتون، رئیس شورای قبیله، برای دستگیری او همکاری می‌کند. جک یک شبه‌نظامی غیررسمی استخدام کرده تا منطقه را در برابر جیمی و گروه ARM محافظت کند، گروهی که با تلاش‌های شورای قبیله برای مدرنیزه کردن منطقه مخالفند. جیمی در نهایت دستگیر می‌شود، اما پس از یک تیراندازی با FBI و پلیس قبیله فرار می‌کند.
وقتی والتر کرو هورس، افسر پلیس قبیله، اشاره می‌کند که قتل در ملک مگی اتفاق افتاده، ری برای جمع‌آوری شواهد به آنجا می‌رود و پوکه‌های گلوله پیدا می‌کند، اما مگی به او می‌گوید که محل را ترک کند. با این حال، ری برای بازجویی از مادربزرگ مگی بازمی‌گردد. در حالی که ری در آنجا است، پسر مگی توسط شبه‌نظامیان جک مورد اصابت گلوله قرار می‌گیرد و آنها ادعا می‌کنند که این تیراندازی توسط گروه ARM انجام شده است. ری مگی و پسرش را به بیمارستان می‌رساند و در این راه با مردان جک درگیر می‌شود.